# Triphosa eugramma
Triphosa eugramma är en fjärilsart som beskrevs av Louis Beethoven Prout 1937. Triphosa eugramma ingår i släktet Triphosa och familjen mätare. Inga underarter finns listade i Catalogue of Life.